# الشمس (صحيفة مصرية)
صحيفة الشمس كانت صحيفة أسبوعية يهودية ناطقة بالعربية في مصر، تدعم الصهيونية، وأُسِّسَت بدعم غربي. تأسست الصحيفة في عام 1934. وكان رئيس تحرير مجلة الشمس هو سعد المالكي الذي كانت نظرته السياسية بين الصهيونية المعتدلة. كانت المجلة تُصدر أسبوعيًّا حتى حصول النكبة الفلسطينية، إذ أغلقتها السلطات المصرية في أيار 1948.

## طالع أيضًا
- تاريخ اليهود في مصر